# کویف
کویف (به عربی: الكويف) یک شهرداری در الجزایر است که در استان تبسه واقع شده‌است.
 کویف ۲۵۷ کیلومتر مربع مساحت و ۱۷٬۳۱۹ نفر جمعیت دارد.